# Coisy
Coisy település Franciaországban, Somme megyében. Lakosainak száma 381 fő (2022. január 1.). Coisy Cardonnette, Poulainville, Rainneville és Villers-Bocage községekkel határos.

## Népesség
A település népességének változása:
| Lakosok száma | 310  | 323  | 334  | 340  | 348  | 361  | 378  | 375  | 381  |
|               | 2013 | 2015 | 2016 | 2017 | 2018 | 2019 | 2020 | 2021 | 2022 |